# Klaus Betke
Klaus Hermann Betke (* 30. Oktober 1914 in München; † 26. Juni 2011 in Gräfelfing) war ein deutscher Kinderarzt.

## Leben
Klaus Betke wurde 1940 an der Universität Berlin mit der Arbeit Assoziationen bei genuiner und symptomatischer Epilepsie  zum Dr. med. promoviert. Er arbeitete nach dem Zweiten Weltkrieg und seiner Entlassung aus amerikanischer Kriegsgefangenschaft ab August 1945 in Würzburg bei dem Professor für Kinderheilkunde Hans Rietschel und anschließend im Würzburger „Säuglingsheim am Mönchberg“ bei Helmut Zoepffel. Er habilitierte sich 1953 mit der Schrift Der menschliche rote Blutfarbstoff bei Fetus und reifem Organismus an der Albert-Ludwigs-Universität Freiburg. Hier wurde er Mitglied der jugendbewegt-reformierten Studentenvereinigung Deutsche Hochschulgilde Balmung. 1962 erhielt er einen Ruf auf den Tübinger Lehrstuhl für Kinderheilkunde.
1967 wechselte er an die Ludwig-Maximilians-Universität München als Nachfolger von Alfred Wiskott (1898–1978). Er war von 1967 bis 1983 Ordinarius und Direktor der Kinderklinik, Kinderpoliklinik und Kinderchirurgischen Klinik im Dr. von Haunerschen Kinderspital der LMU München.
1966 wurde er Mitglied und 1990 Ehrenmitglied in der Sektion Gynäkologie und Pädiatrie der Deutschen Akademie der Naturforscher Leopoldina. Von 1968 bis 1971 war er Mitglied des Wissenschaftsrates. 1981 wurde er mit dem Bayerischen Maximiliansorden für Wissenschaft und Kunst ausgezeichnet. Er war Mitglied der Bayerischen Akademie der Wissenschaften sowie der Finnischen Akademie der Wissenschaften.
Seit 1986 ist er Ehrenmitglied der Deutschen Gesellschaft für Hämatologie und Medizinische Onkologie.
Betke war Mitglied der Deutschen Gesellschaft für Kinderheilkunde, seit 1991 dessen Ehrenmitglied. Die Deutsche Gesellschaft für Kinderheilkunde zeichnete Betkes kinderärztliches Wirken 1983 mit dem – nur alle drei Jahre verliehenen – Otto Heubner-Preis aus. Er wurde mit dem Bayerischen Verdienstorden geehrt. Er war Ehrenmitglied der Universität Regensburg. Von der Medizinischen Fakultät der Ruhr-Universität Bochum wurde er mit einer Ehrenpromotionen ausgezeichnet.
Nach Betke und Enno Kleihauer ist der von ihnen beschriebene Kleihauer-Betke-Test zum quantitativen Nachweis fetaler Erythrozyten im mütterlichen Blut benannt.

## Schriften
- Spurenelemente in der Entwicklung von Tier und Mensch Vernachlässigte Elemente in der Säuglingsernährung, Urban & Schwarzenberg 1975, ISBN 978-3-541-07331-3 zusammen mit Frank Bidlingmaier
- Elementare Pädiatrie. Mit Schlüssel zum Gegenstandskatalog, Thieme Stuttgart 1991 (4. Auflage), ISBN 978-3-13-504204-6, zusammen mit Fritz Lampert, Klaus Riegel
- als Hrsg. mit Wilhelm Künzer und Jürgen Schaub: Lehrbuch der Kinderheilkunde. 6. Auflage. Thieme, Stuttgart / New York 1991, ISBN 978-3-13-358906-2.